# Васильев, Анатолий Николаевич (музыкант)
Анатолий Николаевич Васильев (20 октября 1935, Ленинград, РСФСР — 4 января 2017, Санкт-Петербург, Российская Федерация) — советский и российский музыкант, основатель ВИА «Поющие гитары».

## Биография
После окончания музыкально-промышленного техникума работал в артели музрадио по ремонту музыкальных инструментов. Научился игре на баяне, гитаре, саксофоне.
С 1957 года гитарист Ленэстрады. В 1958—1963 и 1964—1966 годах играл в ленинградском ансамбле «Дружба».
В 1966 году создал первый советский ВИА «Поющие гитары», в котором работал до 1985 года. Музыкальный руководитель первых советских рок-опер: "Орфей и Эвридика" (1975) и "Фламандская легенда" (1979). Аранжировщик многих популярных западных песен, включённых в репертуар ансамбля. Ушёл по возрасту и состоянию здоровья.
В 1985—1995 годах — музыкальный руководитель «Театра на Фонтанке». В 1990-е гг. подрабатывал, играя в ресторанах.

## Награды
- Благодарность Законодательного Собрания Санкт-Петербурга (9 апреля 2014 года) — за выдающийся личный вклад в развитие культуры и искусства в Санкт-Петербурге, творческие заслуги, многолетнюю добросовестную профессиональную и общественную деятельность [1].